# Emile Flamant
Emile Flamant (Gent, 13 juni 1933 - 3 april 1994) was een Belgisch volksvertegenwoordiger.

## Levensloop
Emile Flamant werd geboren in een familie met liberaal-vrijzinnige overtuigingen. In 1991 huwde hij met zijn jarenlange levensgezellin Laurence Van Poucke, lid van de Oost-Vlaamse provincieraad van 1978 tot 1994.
Van 1946 tot 1955 was hij lid, bestuurslid en voorzitter van de Liberale Jonge Wacht van Ledeberg. Secundair onderwijs volgde hij aan het Koninklijk Atheneum aan de Ottogracht. Hij promoveerde in 1955 tot licentiaat in de sociale wetenschappen aan de Rijksuniversiteit Gent. Tijdens zijn universiteitsjaren was hij politiek secretaris van het Liberaal Vlaams Studentenverbond (LVSV). 
Zodra afgestudeerd werd hij journalist bij de Antwerpse liberale krant Le Matin. In 1956 stapte hij over naar de liberale mutualiteit De Voorzorg, waar hij de specialist werd in sociale beleidskwesties. In 1959 werd hij algemeen secretaris en werd lid van de raad van bestuur van het Oost-Vlaams Verbond van Liberale Mutualiteiten, waarvan hij in 1984 de voorzitter werd, en van de Nationale Bond van Liberale Mutualiteitfederaties, waarvan hij in 1985 de voorzitter werd. In 1965 stichtte hij, samen met Herman De Croo, het Nationaal Verbond van Jonge PVV-Mutualisten, waarvan hij ondervoorzitter werd. Daarnaast was hij actief onder meer in het Liberaal Vlaams Verbond, het Willemsfonds, de Oud-ledenbond van het LVSV en het wetenschappelijk comité van het Studiecentrum Herman Uyttersprot. 
In 1961 was hij voor het eerst kandidaat voor de wetgevende verkiezingen. In 1965 en 1968 was hij eerste opvolger. In 1971 werd hem de tweede plaats op de lijst gegeven en werd hij voor de PVV verkozen tot lid van de Kamer van volksvertegenwoordigers voor het arrondissement Gent-Eeklo. Hij bleef dit mandaat vervullen tot aan zijn dood. Van 1976 tot 1977 en van 1984 tot 1985 was hij PVV-fractievoorzitter. Hij was van 1984 tot 1985 en van 1988 tot 1994 ondervoorzitter van de Kamer. Tot zijn overlijden was hij voorzitter van de Kamercommissie Sociale Zaken. Zijn belangstelling richtte zich vooral op de sociale wetgeving. Hij diende wetsvoorstellen in onder meer over pensioenen, ziekte- en invaliditeitsverzekering, arbeidsongevallen, kinderarbeid, zwangerschapsonderbreking, de rol van de ziekenfondsen en het statuut van de Orde der Geneesheren.
In de periode december 1971-oktober 1980 zetelde hij als gevolg van het toen bestaande dubbelmandaat ook in de Cultuurraad voor de Nederlandse Cultuurgemeenschap, die op 7 december 1971 werd geïnstalleerd. Vanaf 21 oktober 1980 tot aan zijn overlijden op 3 april 1994 was hij lid van de Vlaamse Raad, de opvolger van de Cultuurraad en de voorloper van het huidige Vlaams Parlement.
In 1964 werd Flamant, als lijstduwer, verkozen tot gemeenteraadslid van Gent. Zijn aandacht ging uit naar het sociale beleid, meer bepaald de huisvestingsproblematiek. Hij was ook een fervent verdediger van het stedelijk onderwijs. Hij bekleedde dit mandaat tot in 1985.
Van 1959 tot 1965 was hij docent aan het Hoger Instituut voor Sociale Studies Gent. Het Instituut was voor hem een uitstekend klankbord voor de toetsing van zijn sociale visie. 
In het nationale partijbureau van de PVV was Flamant de belangrijkste spreekbuis van de liberale sociale organisaties. Hij zat bij herhaling liberale congressen en studiedagen voor, gewijd aan sociale thema's. 
Bij de omvorming van de PVV tot VLD kwam Flamant voor de moeilijke keuze te staan tussen de uitoefening van zijn leidinggevende functies in ziekenkassen en een nationaal politiek mandaat. Hij koos voor de mutualiteit en zou bij de volgende wetgevende verkiezingen zijn politiek mandaat ter beschikking stellen. Zo ver kwam het niet, aangezien hij enkele maanden later overleed. Op 21 april 1994 werd hij in de Kamer opgevolgd door Geert Versnick. 
In december 1995 werd een Stichting Emile Flamant opgericht met als eerste voorzitters Rolande Van Poucke, schoonmoeder van Emile Flamant, en Oscar De Wandel. Vanaf 1997 reikte de Stichting een tweejaarlijkse Prijs Emile Flamant uit aan een persoon of vereniging die zich deed opmerken door zijn of haar inzet voor de noden van de samenleving. Die prijs bestond uit een kunstwerk en een cheque ter waarde van 50.000 fr. Eerste laureaat was de hulporganisatie Tele-onthaal. In 1999 ging de prijs naar de vzw Vrijwilligerswerk in Solidariteit, een gezamenlijk initiatief van de liberale mutualiteit, Solidariteit voor het Gezin en de liberale vakbond. In 2008 werd de Stichting omgevormd tot het Centrum Emile Flamant, met Mathias De Clercq als eerste voorzitter.